# Valea Uzei, Alba
Valea Uzei este un sat în comuna Râmeț din județul Alba, Transilvania, România.

 Acest articol despre o localitate din județul Alba este deocamdată un ciot. Puteți ajuta Wikipedia prin completarea lui.